# Capnolymma similis
Capnolymma similis là một loài bọ cánh cứng trong họ Cerambycidae.